# Zamia roezlii
Zamia roezlii  es una especie de cicada en la familia de Zamiaceae.

## Hábitat
Se la halla en las tierras bajas de la costa del Pacífico de Colombia y Ecuador, a menudo muy cerca de la línea de flotación o de que algunas plantas incluso estén inundadas por las mareas altas.  Crece en las cordilleras, playas y acantilados, selva tropical, bosques y humedales adyacentes a los manglares.

## Descripción
Es una planta muy atractiva con largos y delgados nervios, (color bronce cuando es joven). Las hojas alcanzan unos 3 m de largo y pueden crecer hasta los 7 m de alto cuando tenga muchos años.
Fue nombrada en honor del explorador checo Benedikt Roezl.

## Fuente
- Donaldson, J.S. 2003.  Zamia roezlii.   2006 IUCN  Lista Roja de Especies Amenazadas; 24 de agosto de 2007